# Ganggestein

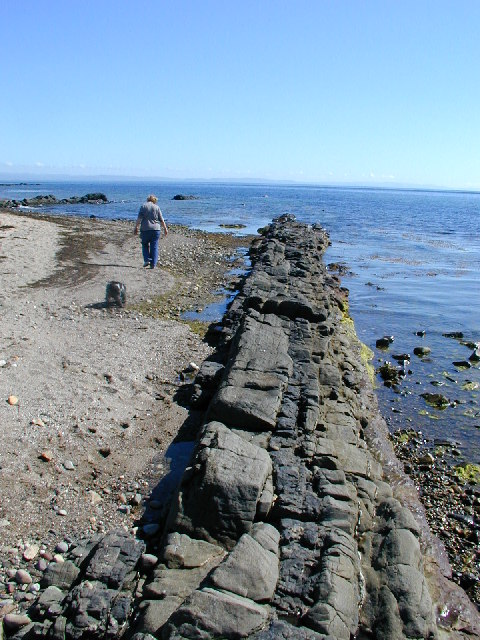
Komplexer subvulkanischer Gang auf der Insel Arran, Schottland. Das Ganggestein (ein Dolerit) ist erosionsresistenter als sein Umgebungsgestein und wittert daher rippenartig aus dem Untergrund heraus.

Ganggesteine (oft auch Subvulkanite oder Mikroplutonite genannt) sind magmatische Gesteine, die in Spalten in einer relativ geringen Krustentiefe erstarrt sind. Sie liegen in ihren Gefügemerkmalen daher zwischen den Tiefengesteinen (Plutoniten) und den Ergussgesteinen (Vulkaniten).
Die Ganggesteine werden mit den Plutoniten unter der Bezeichnung Intrusivgesteine zusammengefasst.

## Entstehung und Charakteristika der Ganggesteine
Die Ganggesteine repräsentieren ein Magma, das, ausgehend von einer tiefen Magmakammer, in Spalten bis relativ nahe der Erdoberfläche aufgedrungen und dort erstarrt ist. Obwohl die Bezeichnung „Gang“ ein in zwei Raumrichtungen eng begrenztes Gebilde impliziert, sind Gänge in aller Regel nur in einer Raumrichtung eng begrenzt. Es handelt sich tatsächlich um eher plattige Gesteinskörper, die von annähernd parallelen Flächen begrenzt und wenige Zentimeter bis wenige hundert Meter breit bzw. mächtig sind, aber lateral über viele Kilometer aushalten können. Solche Gänge werden, abhängig von ihrer Raumlage, als Dykes, wenn sie annähernd senkrecht (saiger) stehen oder als Sills (Lagergänge), wenn sie mehr oder weniger waagerecht (söhlig) liegen, bezeichnet. Aufgrund der geringen Krustentiefe und einer entsprechend relativ schnellen Abkühlung und Erstarrung das Magmas können sich keine größeren Kristalle (Mineralkörner) ausbilden. Nur wenn sich die Schmelze bereits in der Magmakammer zu einem gewissen Grade relativ langsam abgekühlt hatte, konnten dort größere Kristalle wachsen, die dann in dem sonst eher feinkristallinen Ganggestein als sogenannte Einsprenglinge vorliegen. Dies wird als porphyrisches Gefüge bezeichnet und kommt auch bei Vulkaniten vor. Jedoch ist die Grundmasse („Matrix“) bei magmatischen Ganggesteinen tendenziell grobkörniger als bei Vulkangesteinen. Gleiches gilt für die Grundmasse bei sogenannten Intersertalgefügen (Spezialfall: ophitisches Gefüge), die nur bei mafischen Gesteinen (u. a. bei Dolerit) auftreten und sich und durch große leistenförmige Plagioklaskristalle auszeichnen.
Bei einigen Ganggesteinen entspricht die chemische und mineralogische Zusammensetzung noch weitgehend derjenigen des Ausgangsmagmas der Magmakammer, sodass das Ganggestein sich nur hinsichtlich seines Gefüges von dem Gestein der entsprechenden Magmakammer (des entsprechenden Plutons) unterscheidet. So ist das Ganggestein Mikrogranit (bei entsprechendem Gefüge auch Granitporphyr genannt) chemisch und mineralogisch kaum verschieden von seinem plutonischen Äquivalent, dem Granit (bzw. von seinem vulkanischen Äquivalent, dem Rhyolith). Solche Ganggesteine werden mit dem Adjektiv aschist (nach altgriechisch ασχιστός aschistos ‚ungespalten‘) bezeichnet. Die Sammelbezeichnungen Subvulkanit und Mikroplutonit werden vor allem auf aschiste Ganggesteine angewendet.
Daneben gibt es auch diaschiste (von διασχίζω diaschizo ‚zwiegespalten‘) Ganggesteine, die aus Schmelzen hervorgegangen sind, die chemisch deutlich von ihren Ausgangsmagmen abweichen. Ursache für diese Abweichung ist eine fortschreitende Differenziation des Magmas während des Verweilens in der Magmakammer. So gelten Pegmatitgänge als das Resultat der Injektion aggressiver, hochmobiler, mit Siliziumdioxid und inkompatiblen Elementen (u. a. Seltenerdelemente) angereicherter Restschmelzen von Plutonen in Spalten des Nebengesteins. Anders als aschiste Ganggesteine zeigen Pegmatite typischerweise ein groß- bis riesenkristallines Gefüge. Ebenfalls aus spätmagmatischen Differenziaten hervor gehen Aplite, feinkörnige helle Ganggesteine, die ausschließlich aus Quarz und Feldspat bestehen.
Lamprophyre sind mesokrate bis (selten) ultramafische Ganggesteine mit porphyrischem Gefüge, wobei die Einsprenglinge ausschließlich aus mafischen Mineralen (überwiegend Biotit und/oder Amphibole) bestehen und – falls vorhanden – Feldspate (nicht selten Alkalifeldspate) oder Foide nur in der Grundmasse vorkommen. Mit dieser relativ exotischen chemischen und mineralogischen Zusammensetzung gelten sie ebenfalls als diaschiste Ganggesteine. Ob und inwiefern es sich bei lamprophyrischen Magmen um Differenziate handelt, ist noch ungeklärt.

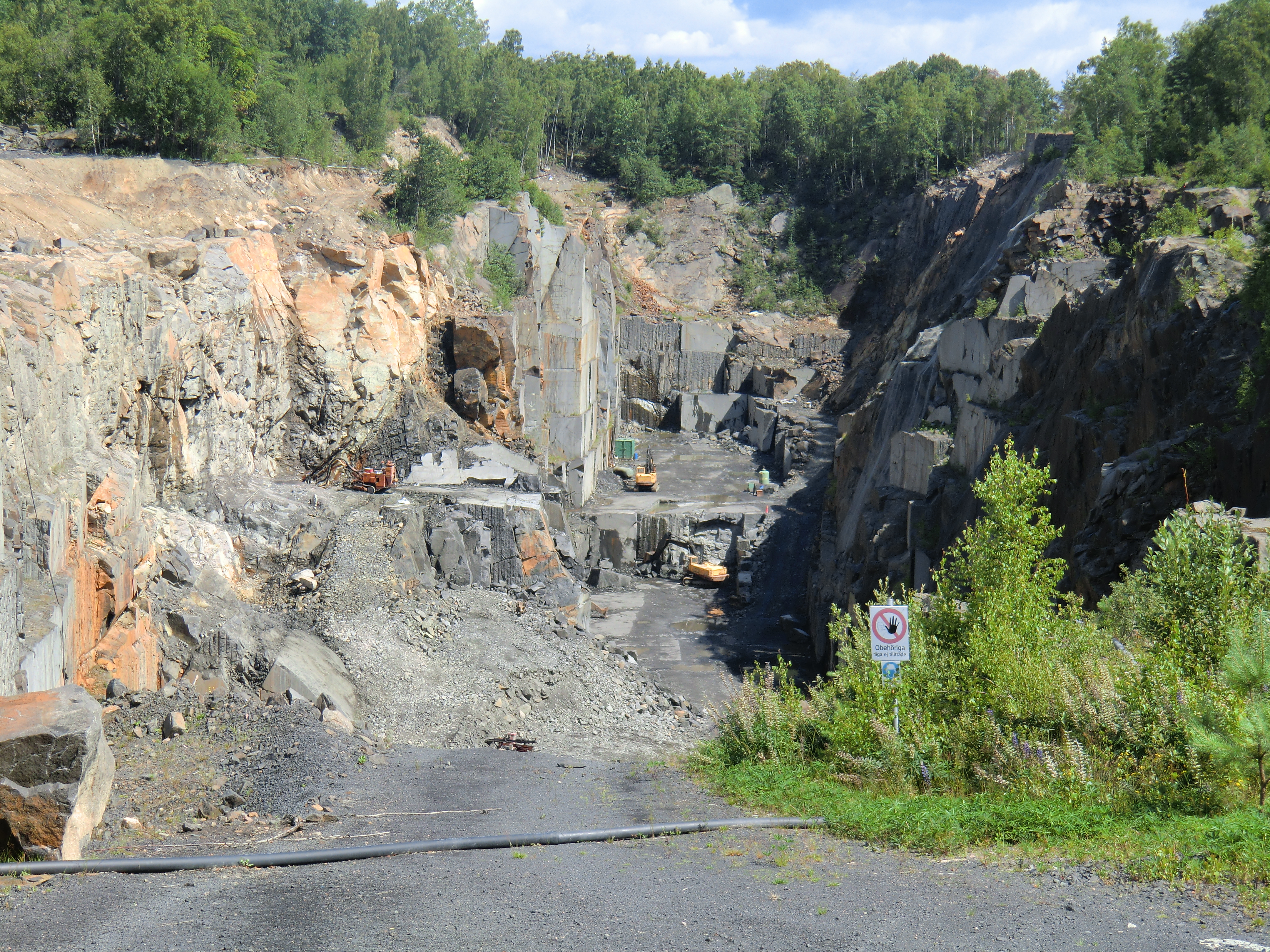
Steinbruch in einem breiten Doleritgang in Südschweden
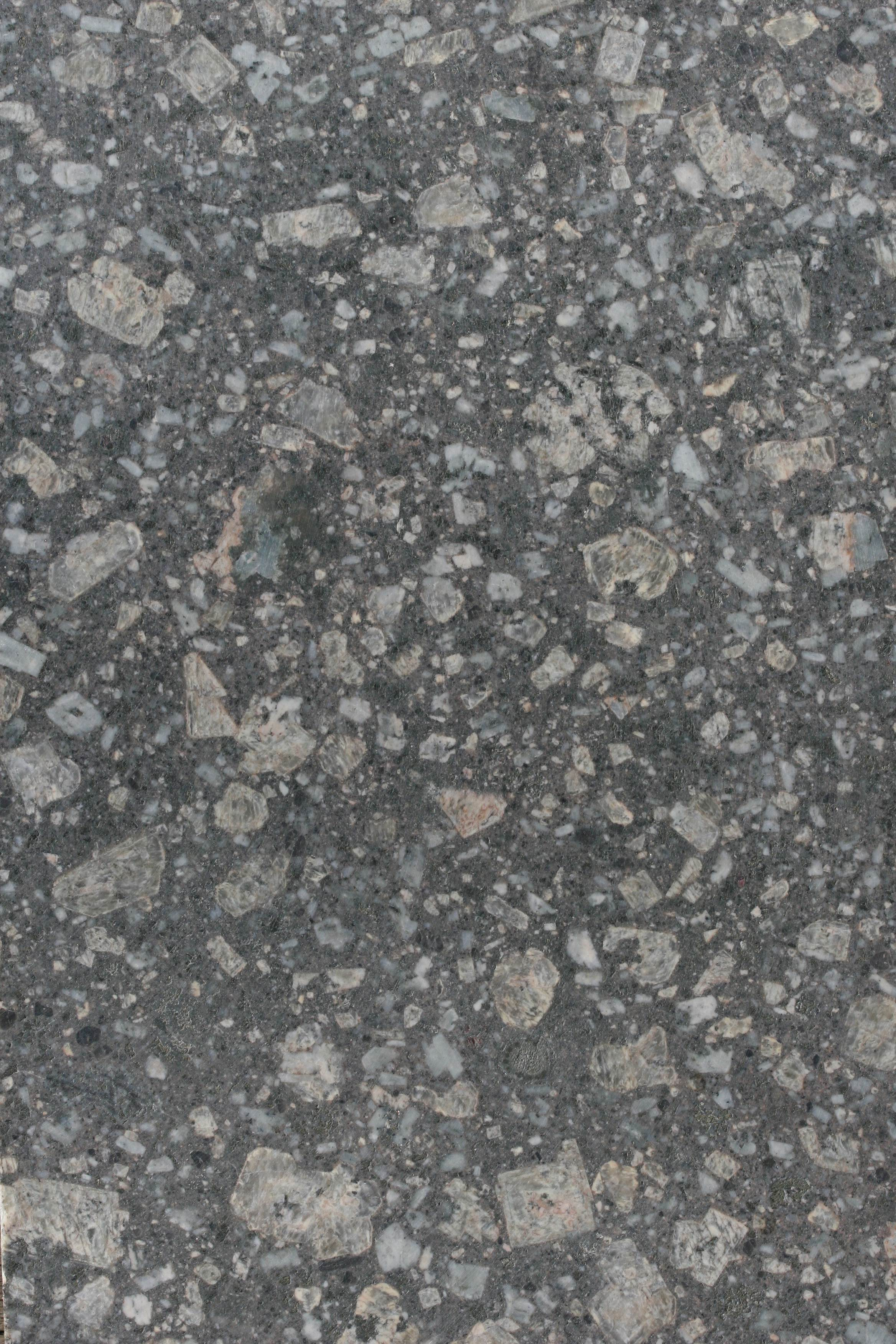
Probe von Mikrosyenogranit aus dem Raum Leipzig („Beuchaer Granitporphyr“)
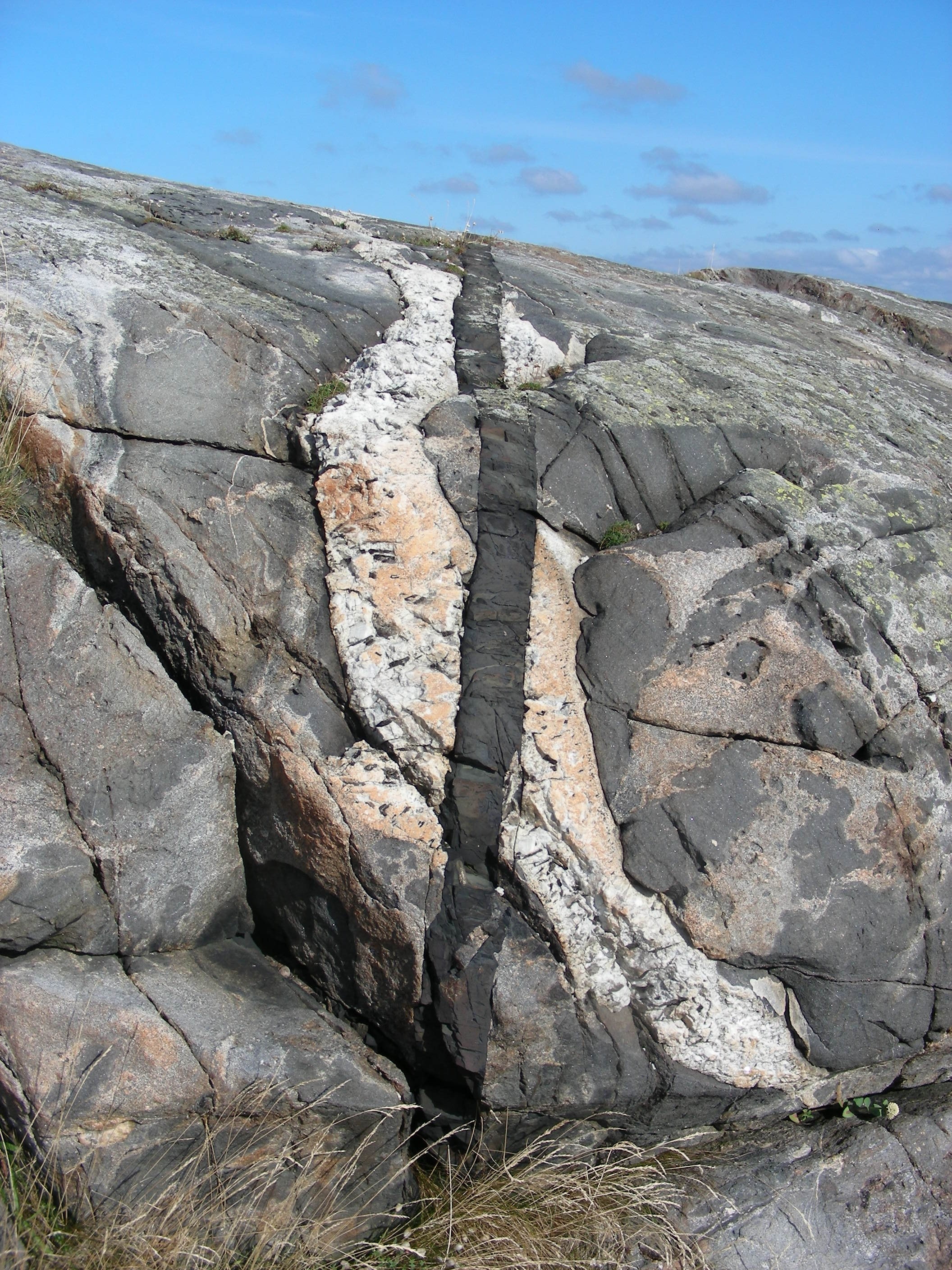
Ein Dolerit-Gang schneidet einen älteren Granit-Pegmatitgang (Südschweden)
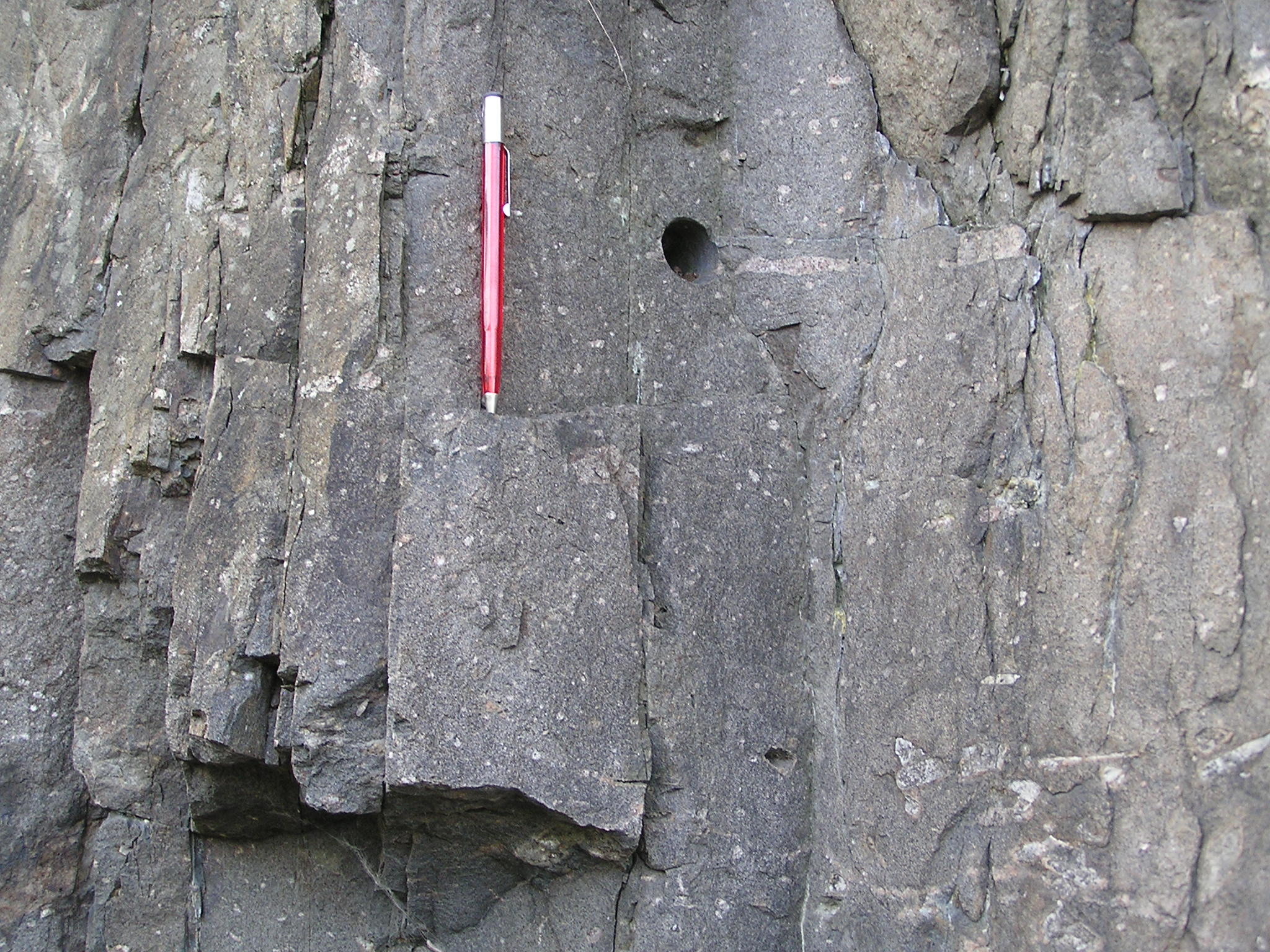
Teil eines Lagerganges aus Monchiquit (amphibolreicher, feldspatfreier Lamprophyr) in Québec.

## Abgrenzung
Magmatische Gänge sind nicht zu verwechseln mit Mineral- und Erzgängen. Diese entstehen durch Ausfällung von Mineralen aus heißen wässrigen (hydrothermalen) Lösungen. Pegmatitgänge können allerdings bereits als Grenzfall zwischen „echten“ magmatischen Gängen und „echten“ hydrothermalen Gängen gesehen werden.